# Sendero

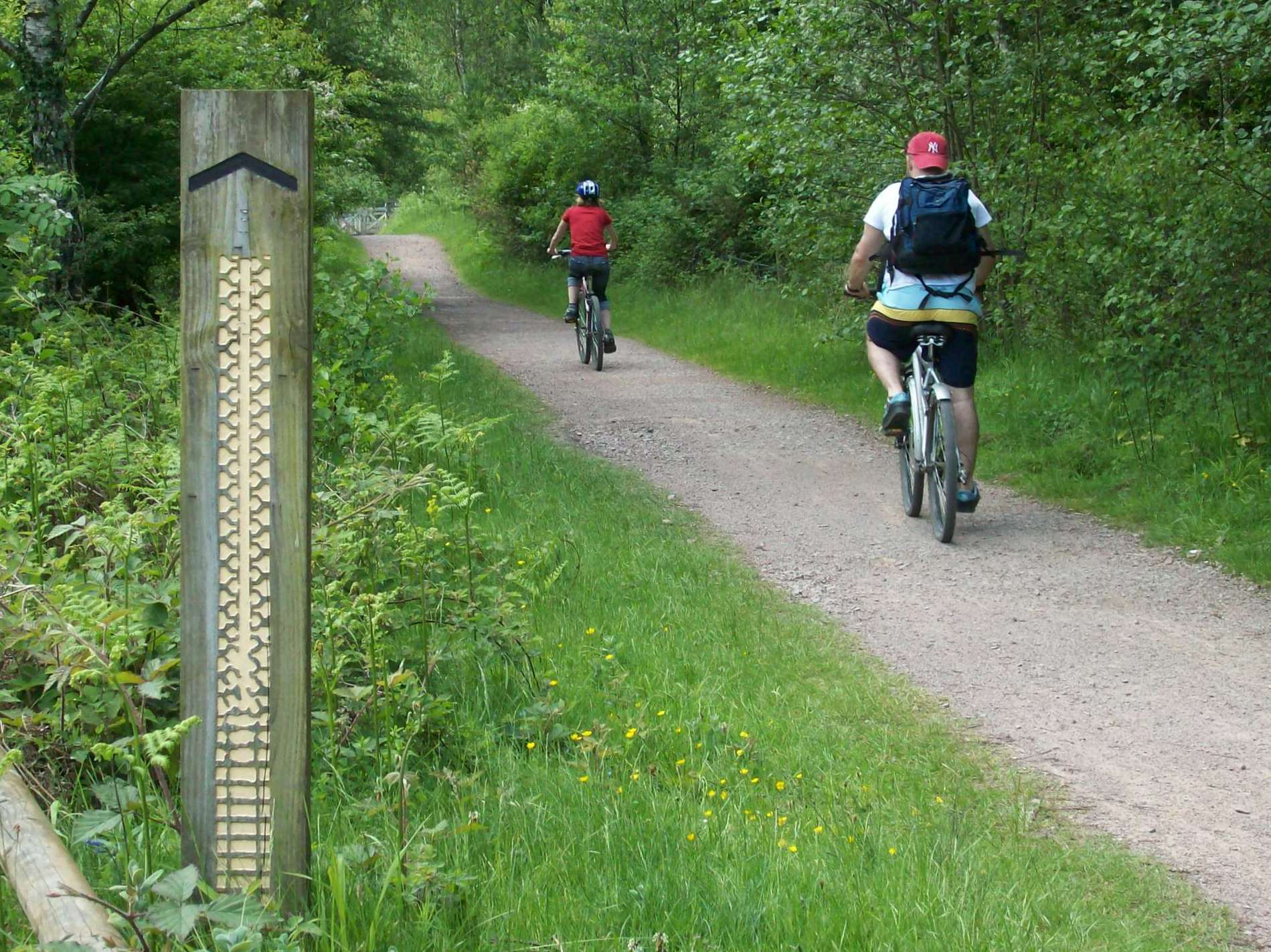
Senda para bicicleta de montaña en el Bosque Dean, Inglaterra.

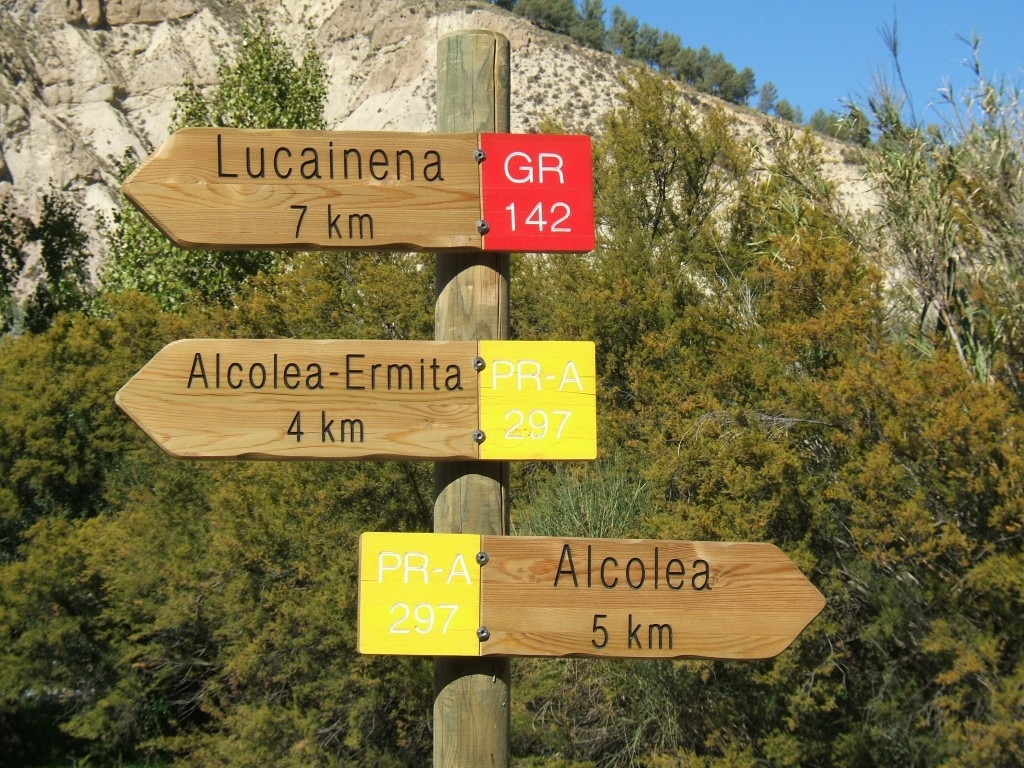
Balizado de senderos en La Alpujarra, España.

Un sendero es un camino de anchura igual o inferior a 2 metros. Actualmente se usan para practicar el senderismo y son señalizados siguiendo distintas normas según el país.

## Uso

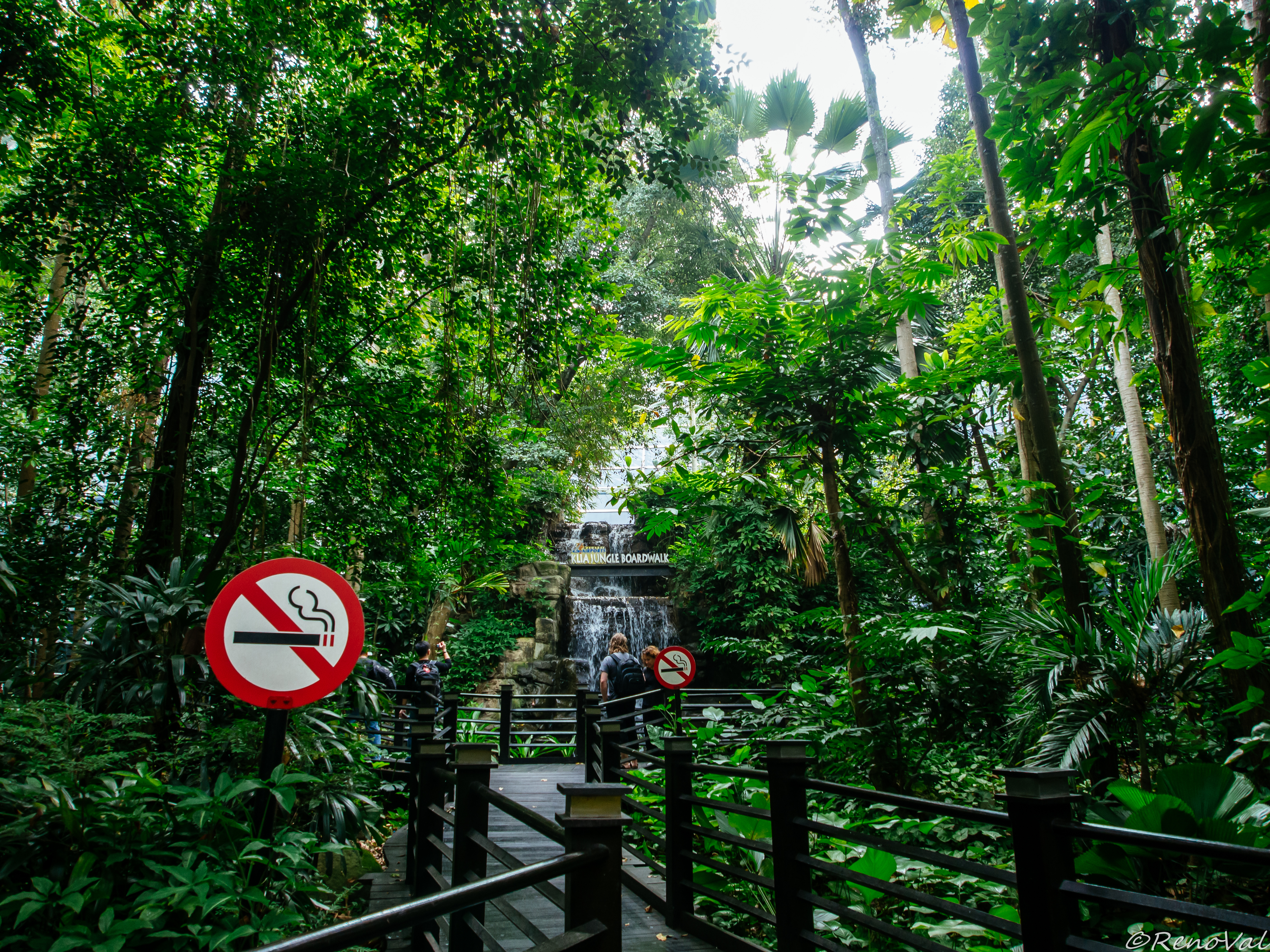
Sendero en la jungla dentro del aeropuerto KLIA.

El sendero tradicional es de uso exclusivamente peatonal, aunque históricamente han sido utilizados también por caballos, mulas y asnos, dando lugar a los denominados caminos de herradura. Recientemente, la irrupción de las denominadas bicicletas de montaña, motocicletas y vehículos todo terreno, ha supuesto un conflicto importante con los usuarios habituales de los senderos, y un impacto ambiental considerable en la naturaleza, que ha originado la progresiva prohibición de circulación de este tipo de vehículos en numerosos parques nacionales y espacios naturales protegidos.

## Senderos en Europa
La Red Europea de Senderos se sobrepone a las redes de senderos existentes en los países europeos. Son competencia de la European Rambler's Association.

### España
En España hay tres tipos de senderos homologados:
| Tipo                         | Identificador | Longitud         | Color señalización | Señalización | Marcas |
| ---------------------------- | ------------- | ---------------- | ------------------ | ------------ | ------ |
| Sendero Local                | SL            | Hasta 10 km      | Blanco y verde     |              |        |
| Sendero de Pequeño Recorrido | PR            | Entre 10 y 50 km | Blanco y amarillo  |              |        |
| Sendero de Gran Recorrido    | GR            | > 50 km          | Blanco y rojo      |              |        |

- Los senderos Locales (SL) y los de Pequeño Recorrido (PR) son competencia de las federaciones autonómicas de senderismo.
- Los sendero de Gran Recorrido (GR) son competencia de la Federación Española de Deportes de Montaña y Escalada (FEDME).

Las marcas de los tres tipos de senderos son marcas registradas de la FEDME, y son las autonómicas las encargadas de mantener y homologar los senderos en su territorio, que lleva un proceso burocrático aparte del físico de preparación del sendero balizado. 
El aumento de los balizamientos de senderos en los últimos años ha provocado la aparición de empresas que se dedican exclusiva o principalmente a este tipo de actividades, haciendo así posible una mejora en la calidad de los balizamientos.

## Senderos en Estados Unidos
En los Estados Unidos de América, la ley autoriza el establecimiento de tres tipos de senderos: 
- sendero paisajístico nacional («National Scenic Trails», NST);
- sendero de recreo nacional («National Recreation Trails», NRT);
- sendero de conexión y secundario («connecting-and-side trails»).

## Tipos
Los senderos pueden ubicarse en diferentes escenarios para diversos usos. Estos pueden incluir:
- Discapacidad y senderos accesibles para sillas de ruedas en jardines sensoriales y en todos los entornos anteriores.
- Jardines y paisajes diseñados: en jardines privados y en áreas públicas; y en los centros de visitantes del parque tales como senderos de naturaleza interpretativos de historia natural en jardines de vida silvestre.
- Un tipo de sendero que fue bastante popular en las décadas de 1970 y 1980, pero que es menos popular hoy en día, es el sendero de ejercicio (también conocido como sendero de recorte), que combina la carrera con estaciones de ejercicio.
- Jogging o senderos para correr. Muchos runners también son partidarios de correr por senderos en lugar de por el pavimento, ya que proporcionan un entrenamiento más vigoroso y les ayudan a desarrollar mejores habilidades de agilidad, además de proporcionar un entorno de ejercicio más agradable.
- Parques: incluyendo espacios públicos, parques urbanos, parques de barrio, parques lineales, jardines botánicos, arboretos y parques regionales.
- Jardín de esculturas y museos al aire libre, como sendero de esculturas y senderos históricos interpretativos.
- Sendero educativo y temático

### Segregación de senderos
La segregación de senderos, la práctica de designar ciertos senderos como de uso específico preferente o exclusivo, es cada vez más común y diversa. Por ejemplo, los senderos para bicicletas se utilizan no sólo en carreteras abiertas a los vehículos de motor, sino también en sistemas de senderos abiertos a otros usuarios. Algunos senderos están segregados para su uso por parte de los jinetes y de las bicicletas de montaña, o sólo por parte de los jinetes o de las bicicletas de montaña. Los senderos designados como "áreas silvestres" pueden estar segregados para el uso no rodado, permitiendo el uso de mochilas y caballos pero no permitiendo el uso de bicicletas de montaña y vehículos motorizados.
A menudo, la segregación de senderos para un uso particular va acompañada de prohibiciones contra ese uso en otros senderos dentro del sistema de senderos. La segregación de los senderos puede apoyarse en la señalización, las marcas, el diseño y la construcción de los senderos (especialmente la selección de los materiales de las bandas de rodadura) y la separación entre bandas de rodadura paralelas. La separación puede lograrse mediante barreras "naturales", como la distancia, las zanjas, los terraplenes, la nivelación y la vegetación, y mediante barreras "artificiales", como vallas, bordillos y muros.

#### Bicicleta
Los senderos para bicicletas abarcan una amplia variedad de tipos de senderos, incluidos los caminos de uso compartido utilizados para los desplazamientos, los senderos de ciclismo campo a traviesa y los senderos de ciclismo de montaña de descenso. 

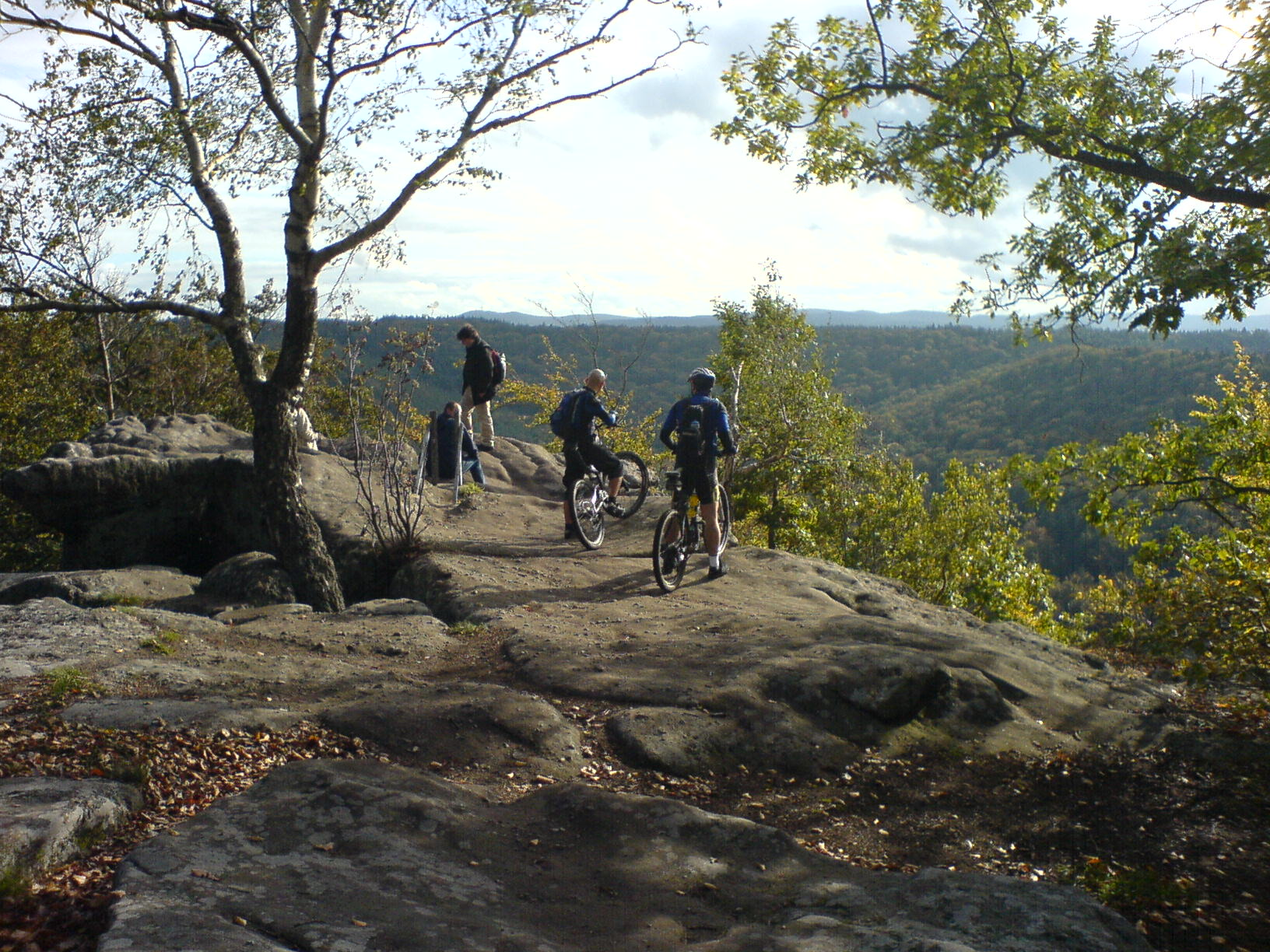
Excursionistas y ciclistas de montaña en la cima del Drachenfels (Roca del Dragón) en el Bosque del Palatinado, Alemania.

El número de rutas ciclistas fuera de carretera ha aumentado considerablemente, junto con la popularidad de las bicicletas de montaña. Los senderos para bicicletas todoterreno suelen tener una función específica y suelen estar señalizados a lo largo de su recorrido. Pueden adoptar la forma de rutas individuales o formar parte de complejos más grandes, conocidos como centros de senderos. Los senderos todoterreno a menudo incorporan una mezcla de terreno desafiante, suaves sendas corta fuegos, e incluso caminos pavimentados. Los senderos con una complejidad técnica fácil o moderada suelen considerarse senderos de cross-country, mientras que los senderos difíciles incluso para los ciclistas experimentados suelen denominarse enduro, freeride, o descenso. El descenso de montaña es popular en estaciones de esquí como la Montaña Mammoth en California, o Whistler Blackcomb en la Columbia Británica, donde se utilizan remontes para llevar las bicicletas y los ciclistas a la cima de la montaña.
Las rutas ciclistas EuroVelo son una red de (actualmente 17) rutas ciclistas de larga distancia que atraviesan Europa en diversas fases de realización; más de 90000 km estaba en marcha en 2020. Se prevé que la red esté prácticamente terminada en 2020 y, cuando esté terminada, la longitud total de la red EuroVelo superará los 70000 km. EuroVelo es un proyecto de la Federación Europea de Ciclistas (ECF).
Las rutas de EuroVelo se pueden utilizar para cicloturismo en todo el continente, y por la gente local que hace viajes cortos. Las rutas comprenden tanto la rutas ciclistas nacionales existentes, como las LF-Routes, la D-Routes, y la Red ciclista nacional británica, como las carreteras de uso general existentes, junto con nuevos tramos de rutas ciclistas para conectarlas.
El ciclismo todoterreno puede causar erosión del suelo y destrucción del hábitat si no se realiza en senderos establecidos. Esto es cierto cuando los senderos están mojados, aunque en general, el ciclismo puede no tener más impacto que otros usuarios de los senderos.

#### Esquí de fondo

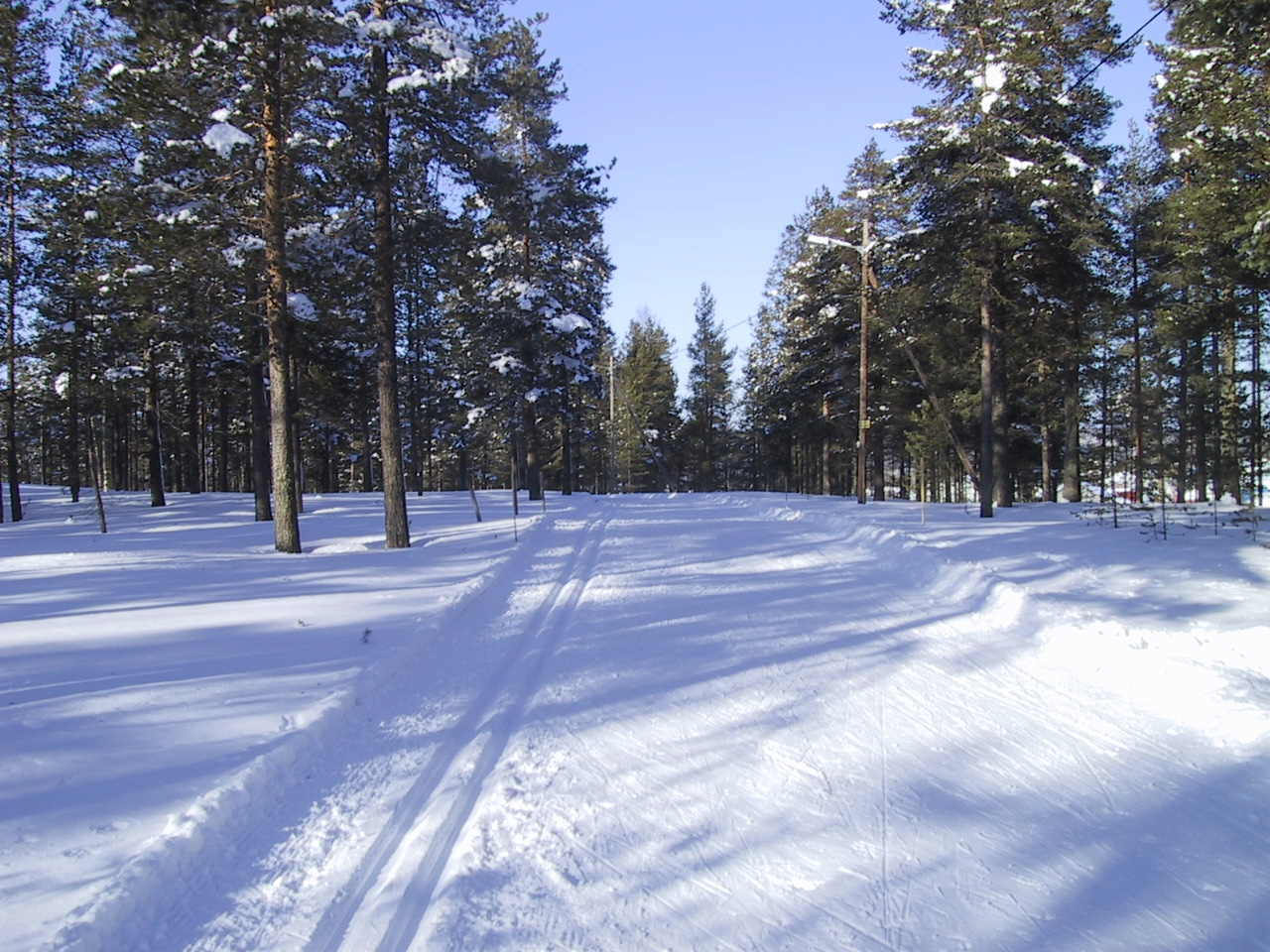
Pistas de esquí preparadas para esquí de fondo

En el esquí de fondo, una pista también se denomina sendero o pista. El esquí de fondo recreativo también se denomina de travesía, especialmente en Europa. Algunos esquiadores permanecen fuera durante largos periodos utilizando tiendas de campaña y equipos similares a los de los senderistas y excursionistas, mientras que otros realizan viajes más cortos desde las estaciones de esquí por senderos mantenidos. En algunos países, las organizaciones mantienen una red de refugios para que los esquiadores de fondo los utilicen en invierno. Por ejemplo, la Asociación Noruega de Turismo de Montaña mantiene más de 400 refugios que se extienden por cientos de kilómetros de senderos que los excursionistas utilizan en verano y los esquiadores en invierno.

#### Ecuestre

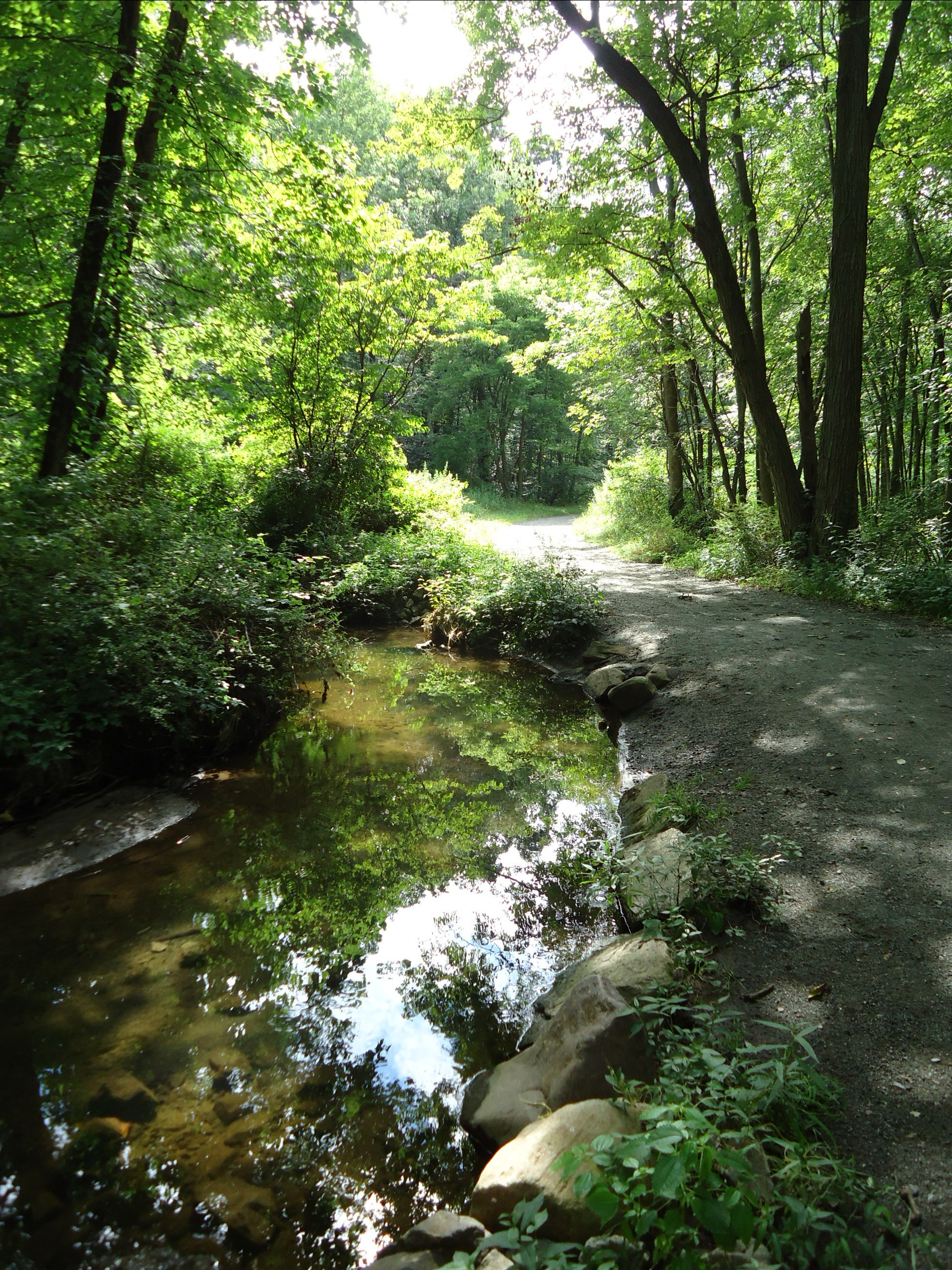
Una combinación de sendero para montar a caballo y hacer senderismo en un suburbio de New York City

Los paseos a caballo y otros usos ecuestres de los senderos siguen siendo una actividad popular para muchos usuarios de los mismos. Los caballos suelen poder superar casi los mismos desniveles que los excursionistas, pero no siempre, aunque pueden salvar más fácilmente los obstáculos del camino, como los troncos.
El Bicentennial National Trail (BNT) de Australia es uno de los senderos multiusos señalizados más largos del mundo, que se extiende 5,33 km (3 mi) desde Cooktown, Queensland, pasando por Nueva Gales del Sur hasta Healesville, Victoria. Este sendero recorre la escarpada Great Dividing Range a través de parques nacionales, propiedades privadas y junto a espacios naturales. Uno de los objetivos era desarrollar un sendero que uniera las pistas de brumby, mustering y stock route a lo largo de la Great Dividing Range, ofreciendo así la oportunidad de recorrer legalmente las rutas de stockmen y drovers que antaño recorrían estas zonas con pack horses. Este Sendero proporciona acceso a algunos de los países más salvajes y remotos del mundo. El Sendero Nacional del Bicentenario es apto para jinetes autosuficientes, caminantes en forma y ciclistas de montaña.
Dentro del Sistema Nacional de Clasificación de Senderos de Estados Unidos, los senderos ecuestres incluyen simples caminos de herradura de uso diario y otros construidos para acomodar largas ristras de animales de carga en viajes de muchos días.  Los parámetros de diseño de los senderos para estos usos incluyen la anchura y el material de la base del sendero, la anchura libre del sendero, la altura libre del sendero, el acceso a agua adecuada para el uso del ganado (no humano) y el trazado del sendero.

#### Peatón

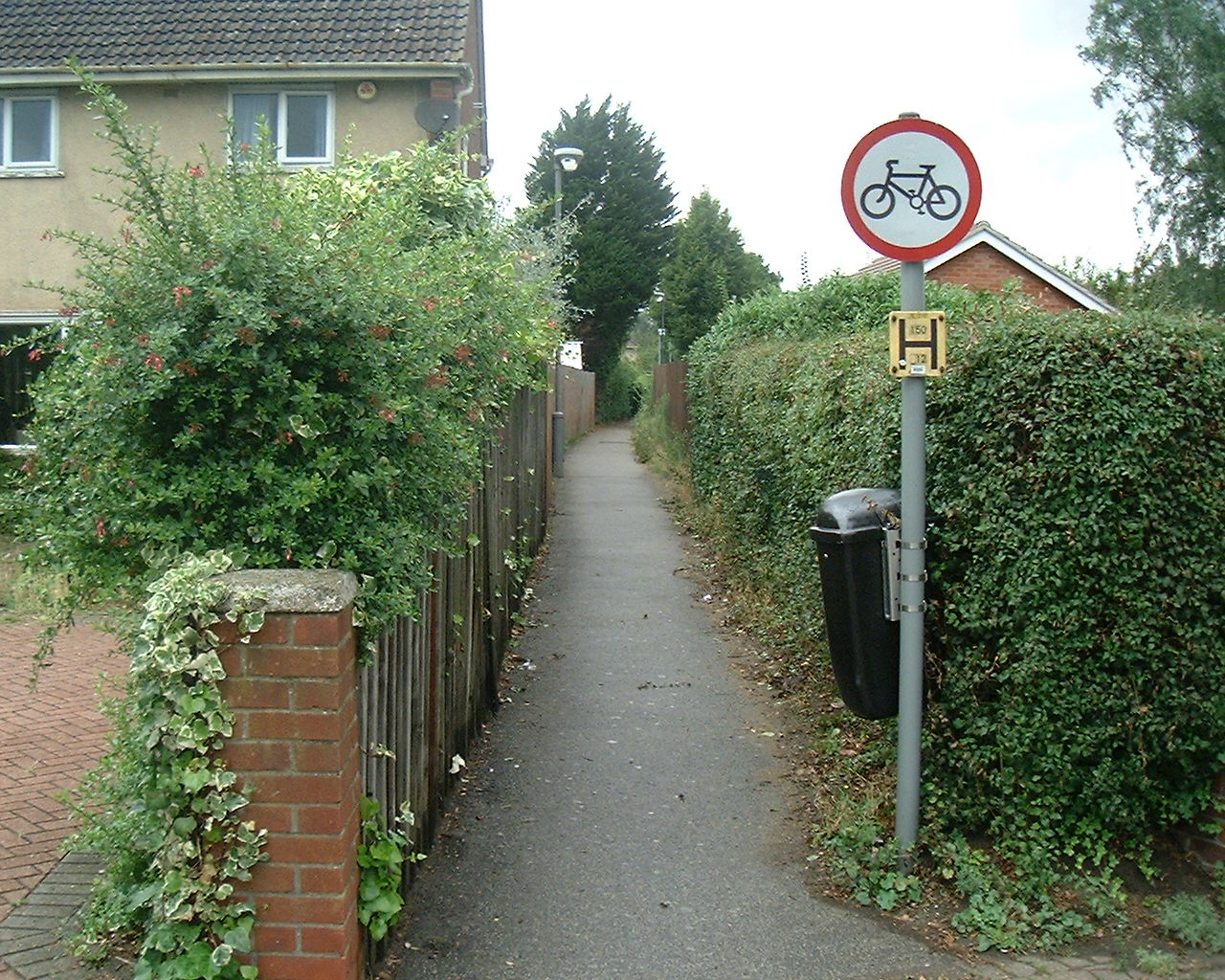
Un sendero urbano en Ipswich, Suffolk, Reino Unido, que prohíbe el uso de la bicicleta.

Un sendero es un tipo de vía pública destinada a ser utilizada únicamente por peatones, ya sea dentro de una zona urbana o a través del campo. Un sendero urbano suele denominarse callejón o carril y suele estar pavimentado (véase también: acera y pavimento). Otros derechos de paso públicos, como los bridleways, byways, los caminos de sirga y los carriles verdes en carreteras también son utilizados por los peatones.
En Inglaterra y Gales, existen derechos de paso en los que los peatones tienen un derecho de circulación legalmente protegido. Los parques nacionales, las reservas naturales, las áreas de conservación y otras zonas silvestres protegidas pueden tener senderos restringidos a los peatones.
Los senderos pueden conectarse para formar un sendero de larga distancia o camino, que puede ser utilizado tanto por los excursionistas de un día como por los mochileros. Algunos senderos tienen más de 1700 km.
En Estados Unidos y Canadá, donde la expansión urbana ha llegado a las comunidades rurales, los promotores y los dirigentes locales se esfuerzan actualmente por hacer que sus comunidades sean más propicias al transporte no motorizado mediante el uso de senderos menos tradicionales. La Fundación Robert Wood Johnson de Estados Unidos ha creado el programa Active Living by Design para mejorar la livability de las comunidades en parte mediante el desarrollo de senderos, La Upper Valley Trails Alliance en Vermont ha realizado un trabajo similar en senderos tradicionales, mientras que el Somerville Community Path en Somerville, Massachusetts, y otros caminos relacionados, son ejemplos de iniciativas urbanas. En St. John's, Terranova (Canadá), el "Grand Concourse", es un sistema integrado de senderos que cuenta con más de 160 km de pasarelas, que conectan cada uno de los principales parques, ríos, estanques y espacios verdes de seis municipios.

#### Motor

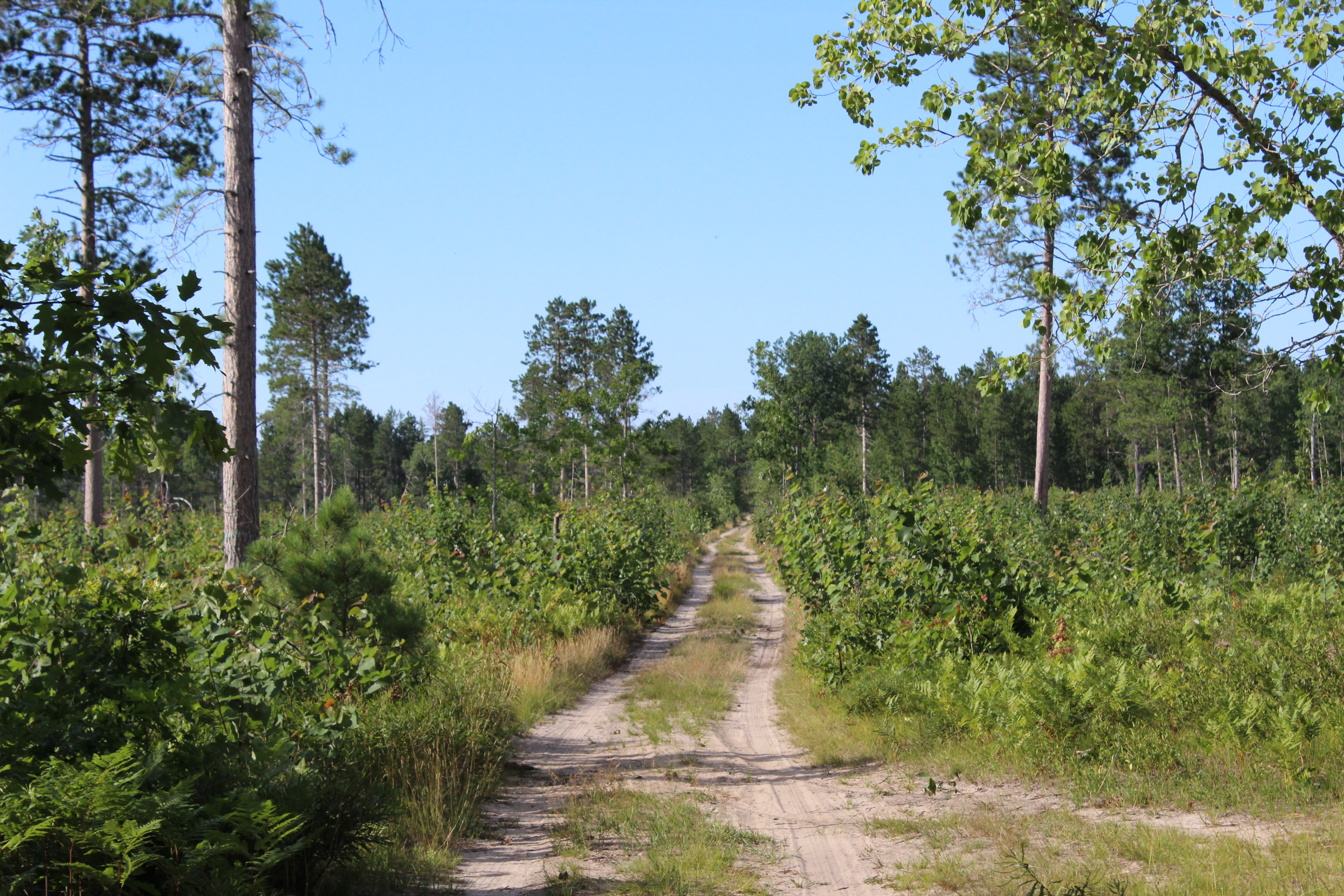
Un sendero fuera de la carretera que se adentra en un bosque.

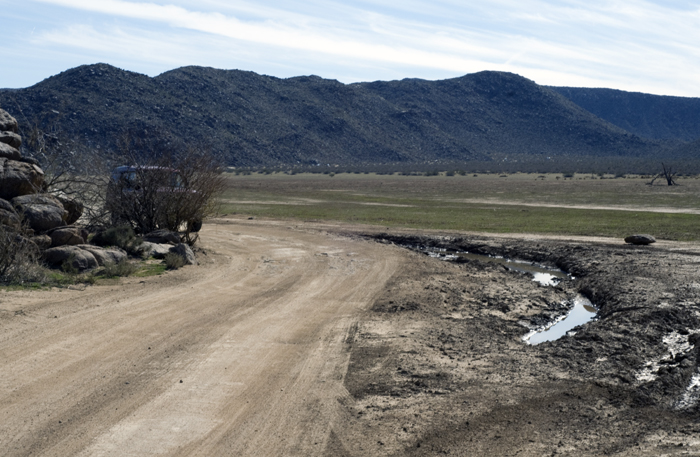
Daños que se produjeron cuando los vehículos abandonaron el sendero señalizado en el Parque Estatal del Desierto de Anza-Borrego.

El uso de senderos motorizados sigue siendo muy popular entre algunas personas, sobre todo en Estados Unidos. Términos como vehículo todoterreno (ORV), cuatro ruedas, vehículo todoterreno y otros tienen en realidad significados muy específicos. El Programa de Senderos Recreativos definido como parte de la Ley de Eficiencia del Transporte Intermodal de Superficie de 1991 ordena que los estados deben utilizar un mínimo del 30 por ciento de estos fondos para los usos de los senderos motorizados.
Algunos miembros del gobierno estadounidense y organizaciones ecologistas, como el Sierra Club y The Wilderness Society. han criticado el uso de vehículos todoterreno en terrenos públicos. Han señalado varias consecuencias del uso ilegal de vehículos todoterreno, como la contaminación, los daños en los senderos, la erosión, la degradación de la tierra, la posible extinción de especies, y la destrucción del hábitat que puede dejar intransitables las rutas de senderismo. Los defensores de los vehículos todoterreno argumentan que el uso legal que se lleva a cabo bajo el acceso planificado junto con los múltiples esfuerzos de conservación del medio ambiente y de los senderos por parte de los grupos de vehículos todoterreno mitigará estos problemas. Grupos como la BlueRibbon Coalition abogan por el Treadlightly, que es el uso responsable de los terrenos públicos utilizados para actividades fuera de la carretera.

La contaminación acústica también es motivo de preocupación, y varios estudios realizados por la Universidad Estatal de Montana, la Universidad Estatal de California, la Universidad de Florida y otros han citado posibles cambios de comportamiento negativos en la vida silvestre como resultado de cierto uso de los ORV. Varios estados de EE. UU., como Washington, tienen leyes para reducir el ruido generado por los vehículos todoterreno y no de carretera.

#### Senderos acuáticos
Los senderos acuáticos, también denominados "sendas azules"  son rutas marcadas en vías fluviales navegables como ríos, lagos, canales y costas para personas que utilizan pequeñas embarcaciones no motorizadas como kayaks, canoas, balsas o botes de remos. Algunos senderos pueden ser aptos para el tubo flotante o desarrollarse en conjunto con el uso motorizado. Incluyen: señales y marcadores de ruta; mapas; instalaciones para aparcar, rampas o muelles para embarcaciones y lugares para acampar y hacer pícnic. También existen programas estatales y otros de promoción de senderos acuáticos en Estados Unidos. La Asociación de Canotaje de Estados Unidos ha recopilado una base de datos de senderos acuáticos en Estados Unidos. El Programa de Asistencia Conservación y Sendas del Servicios de PArques Nacionales de Estados Unidos ha recopilado una lista de recursos de senderos acuáticos, historias de éxito y contactos a nivel estatal para los senderos acuáticos.

### Uso compartido

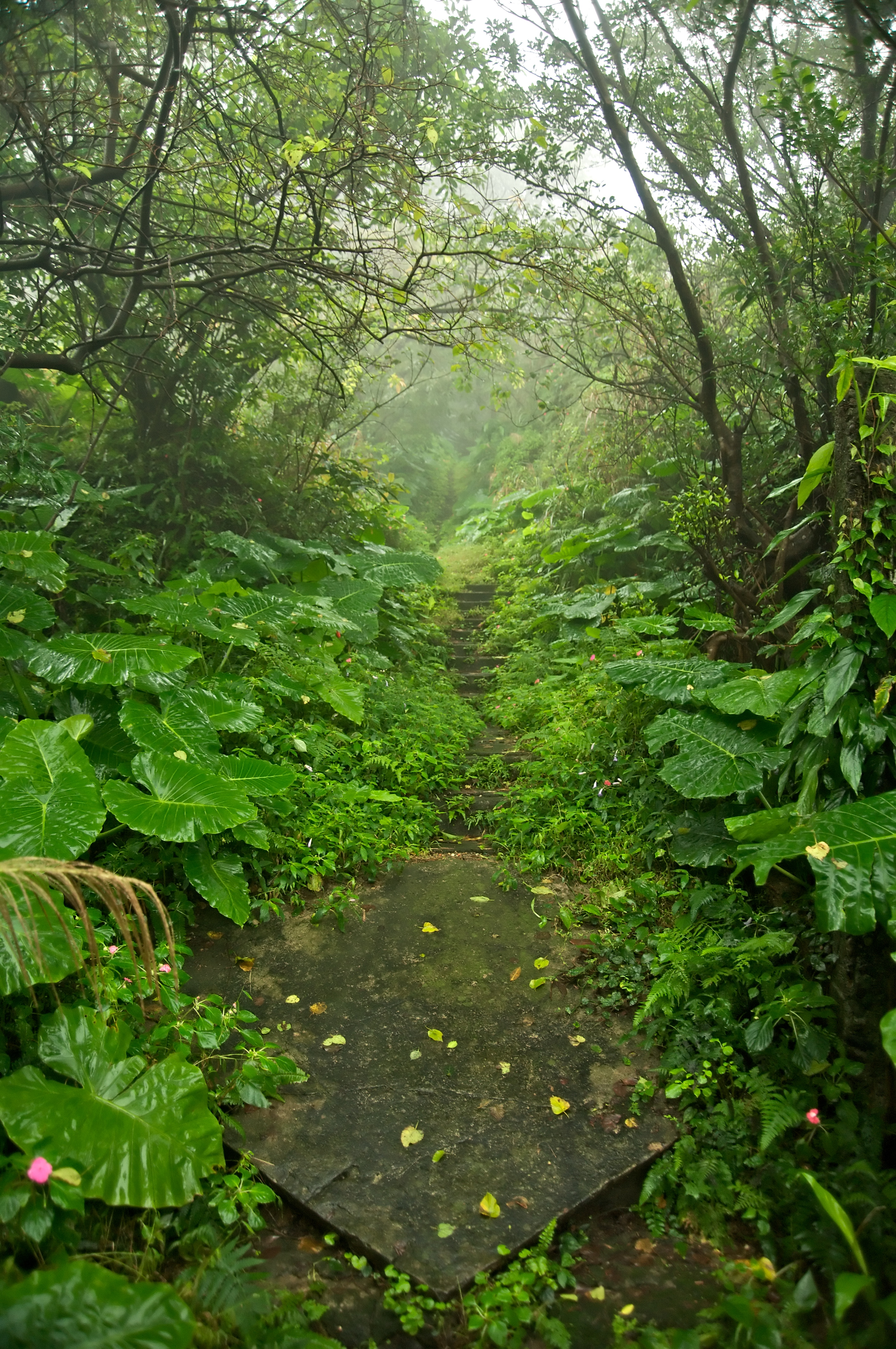
Un sendero minero abandonado en la zona minera de Jinguashi en Taiwán

El uso compartido puede lograrse compartiendo una servidumbre de paso, pero manteniendo senderos segregados y a veces también separados dentro de ella.  Esto es habitual en los senderos ferroviarios. El uso compartido también puede referirse a los acuerdos de días alternos, por los que dos usos se segregan permitiéndose un día sí y otro no. Esto es cada vez más común en los senderos de larga distancia compartidos por los ecuestres y los usuarios de la bicicleta de montaña; estas dos comunidades de usuarios tienen requisitos de senderos similares, pero pueden experimentar encuentros difíciles entre sí en el sendero.
La Senda TRans Canadá puede ser utilizada por ciclistas, excursionistas, jinetes y caminantes, así como por esquiadores de fondo, motos de nieve y raquetas de nieve en invierno.
En Estados Unidos, la East Coast Greenway de 4800 km de largo desde Cayo Hueso hasta la frontera canadiense y el Sendero Conmemorativo Nacional del 11 de Septiembre, un bucle triangular de 1300 mi (2092 km) que conecta los tres lugares conmemorativos del 11 de septiembre, son dos senderos multiusos de larga distancia para ciclistas, corredores, caminantes e incluso ecuestres.
En Bélgica, la RAVeL, que en francés significa réseau autonome de voies lentes  (red autónoma de caminos lentos), es una iniciativa de Valonia destinada a crear una red de itinerarios de rutas reservadas para peatones, ciclistas, jinetes y personas con movilidad reducida. La red 1,35 kilómetros (0,8 mi) aprovecha los caminos de sirga de las riberas de los ríos y las líneas de ferrocarril o tranvía vicario en desuso (tranvías de vía estrecha). Las antiguas líneas ferroviarias han sido arrendadas por el Gobierno valón durante 99 años mediante contratos de arrendamiento enfitéutico. Cuando es necesario, se crean nuevas vías para enlazar partes de la red.
En Inglaterra y Gales un camino de herradura es un sendero destinado a ser utilizado por los jinetes, pero los senderistas también tienen un derecho de paso, y el artículo 30 de la Ley del Campo de 1968, permite la circulación de bicicletas en los caminos de herradura públicos, aunque la ley dice que "no creará ninguna obligación de facilitar el uso del camino de herradura a los ciclistas". Por lo tanto, el derecho a circular en bicicleta existe aunque en ocasiones sea difícil de ejercer, especialmente en invierno. Los ciclistas que utilicen un camino de herradura deben ceder el paso a otros usuarios a pie o a caballo.
El malecón en Stanley Park, Vancouver, Columbia Británica, Canadá es popular para caminar, correr, montar en bicicleta y patinar en línea. Hay dos caminos, uno para patinadores y ciclistas y otro para peatones. El carril para ciclistas y patinadores va en un solo sentido en un bucle en sentido contrario a las agujas del reloj.
Foreshoreway (también oceanway) es un término utilizado en el Australia para un tipo de greenway que proporciona un derecho de paso público a lo largo del borde del mar abierto tanto a caminantes como a ciclistas.

#### Carretera del bosque

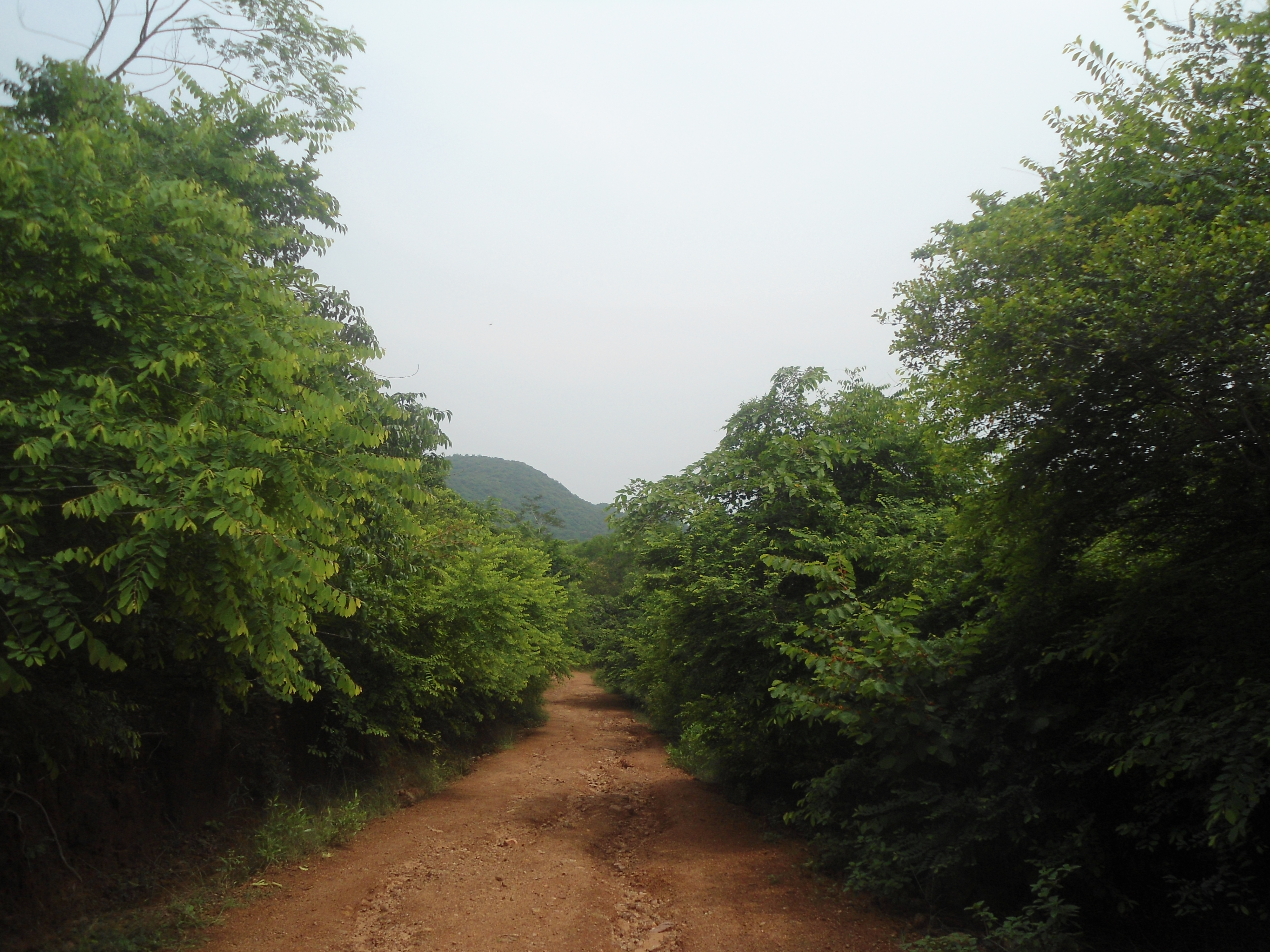
Trail in Kambalakonda Ecopark near Visakhapatnam

Una carretera forestal es un tipo de camino de acceso rudimentario, construido principalmente para la industria forestal. En algunos casos se utilizan para el acceso recreativo.
Hay acceso abierto a la mayoría de las carreteras y terrenos de la Comisión Forestal en Gran Bretaña para caminantes, ciclistas y jinetes y, desde la Ley del Campo de 1968, se ha convertido en el mayor proveedor de actividades recreativas al aire libre en Gran Bretaña. La comisión colabora con las asociaciones dedicadas a senderismo, ciclismo, ciclismo de montaña y equitación para promover el uso de sus terrenos con fines recreativos. Los senderos abiertos al público no son sólo caminos forestales. Un ejemplo notable de la promoción de la actividad al aire libre por parte de la comisión es el proyecto 7stanes en Escocia, donde se han trazado siete zonas de senderos para bicicletas de montaña construidas expresamente, que incluyen instalaciones para ciclistas discapacitados.

#### Holloway
Un Holloway (también camino hueco) es un camino o carril hundido, es decir, un camino o vía que es significativamente más bajo que el terreno a ambos lados, no formado por la ingeniería (reciente) de un corte de carretera sino posiblemente de mucha mayor antigüedad. Se han propuesto varios mecanismos para la formación de las hondonadas, como la erosión por el agua o el tráfico; la excavación de terraplenes para facilitar el pastoreo del ganado; y la excavación de bancos dobles para marcar los límites de las fincas. Todos estos mecanismos son posibles y podrían aplicarse en diferentes casos.

#### Senderos ferroviarios

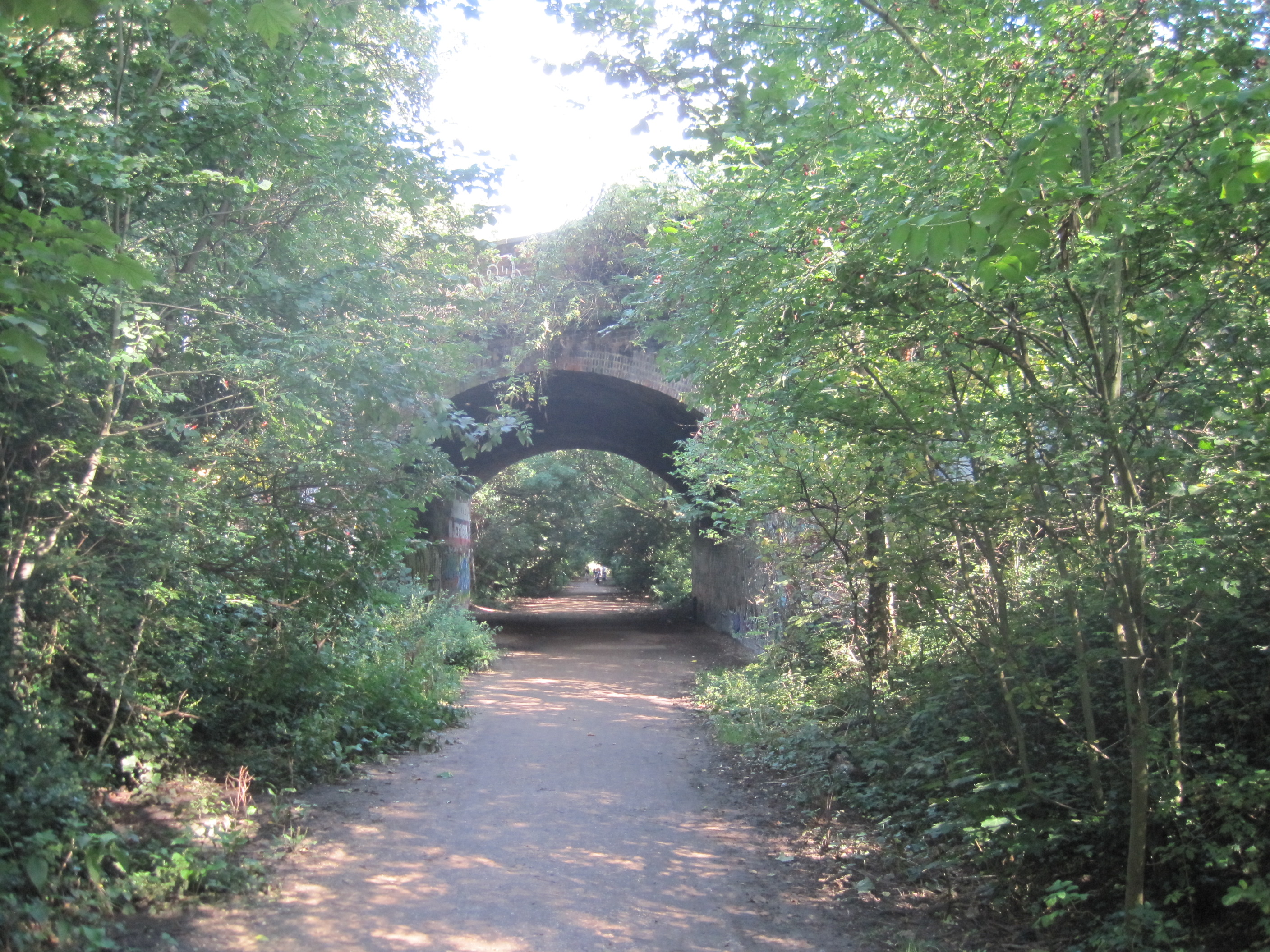
Parkland Walk sendero ferroviario, Islington, Londres, Inglaterra.

Los senderos ferroviarios son vías de uso compartido que aprovechan los corredores ferroviarios abandonados. Pueden utilizarse para caminar, montar en bicicleta o a caballo. Existen en todo el mundo. RailTrails Australia los describe como:
Siguiendo la ruta de los ferrocarriles, atraviesan colinas, pasan por debajo de carreteras, sobre terraplenes y atraviesan barrancos y arroyos. Además de ser excelentes lugares para caminar, montar en bicicleta o a caballo, las vías férreas son corredores lineales de conservación que protegen las plantas y los animales autóctonos. Suelen unir la vegetación remanente en zonas agrícolas y contienen valiosos hábitats de flora y fauna. Cerca de muchos senderos hay bodegas y otras atracciones, así como B&B y otros magníficos lugares para alojarse.
La mayoría de los senderos tienen una superficie de grava o de tierra apta para el paseo, las bicicletas de montaña y los caballos. En Estados Unidos, el 42 millas (67,6 km) Cheshire Rail Trail, en New Hampshire, pueden utilizarlo excursionistas, jinetes, motos de nieve, esquiadores de fondo, ciclistas e incluso dogsledders.
En Canadá, tras el abandono del Ferrocarril de la Isla del Príncipe Eduardo en 1989, el gobierno de la Isla del Príncipe Eduardo compró el derecho de paso de todo el sistema ferroviario. El Camino de la Confederación se desarrolló como un sendero ferroviario de grava de punta a punta que se duplica como un sendero de motos de nieve monitoreado y preparado durante los meses de invierno, operado por la Asociación de Motos de Nieve de la Isla del Príncipe Eduardo. Una parte considerable del Sendero Transcanadiense consiste en la reutilización de líneas de ferrocarril abandonadas, donadas a los gobiernos provinciales por los ferrocarriles Canadian Pacific y Canadian National y reconstruidas como senderos. Gran parte del desarrollo de la Senda Trans Canadá emuló la exitosa iniciativa Vías de ferrocarril a Sendas de Estados Unidos. El Sendero es multiuso y, dependiendo del tramo, puede permitir el paso de excursionistas, ciclistas, jinetes, esquiadores de fondo y motos de nieve.

#### Camino de sirga
.

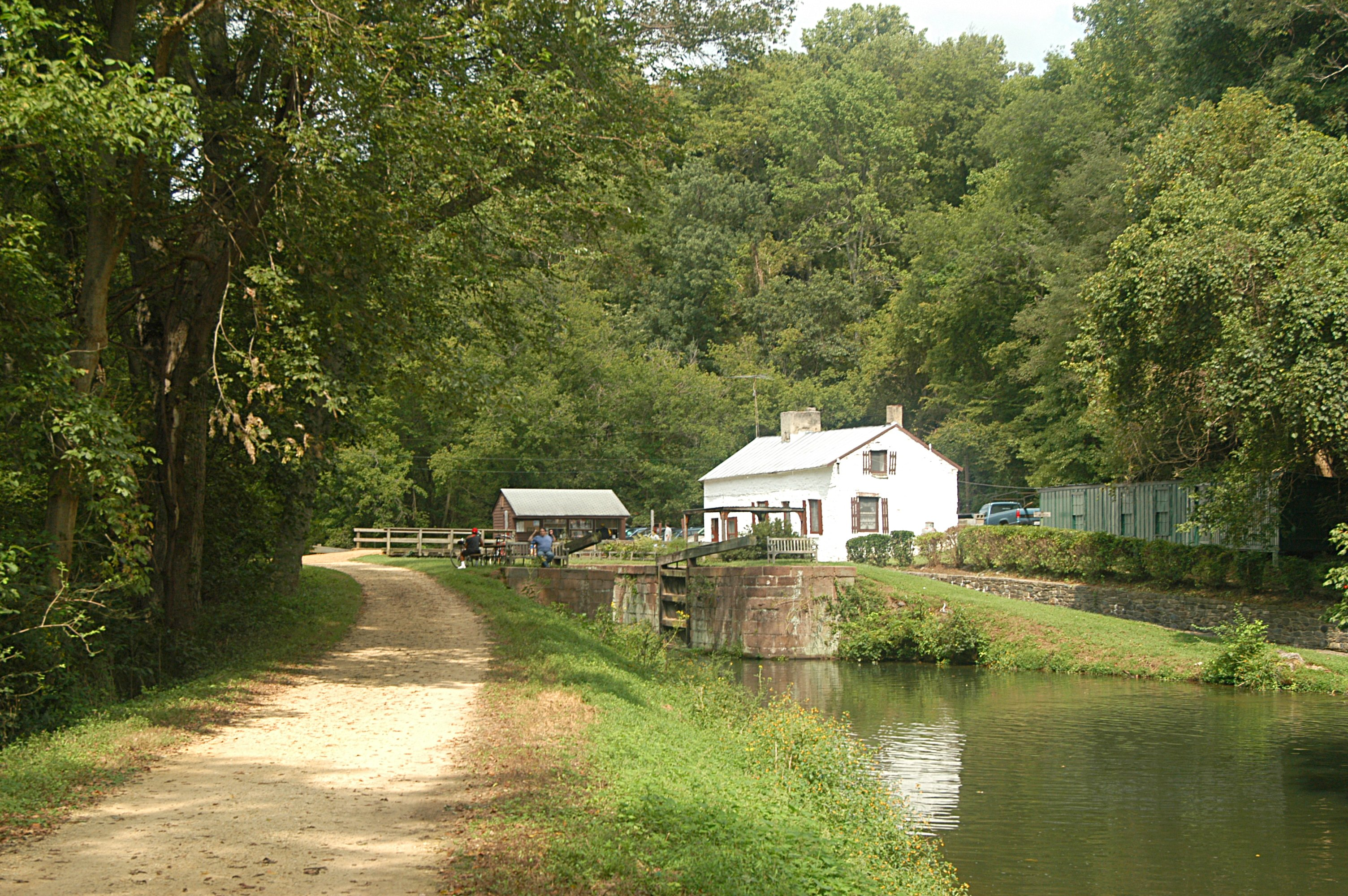
Swain's Lock en el Canal C & O en Maryland, Estados Unidos

Un camino de sirga es un camino o sendero en la orilla de un río, canal u otra vía navegable interior. El propósito original de un camino de sirga era permitir que un caballo, o un equipo de jaladores humanos, remolcara un barco, a menudo una barcaza. Pueden ser de pavimentada o sin pavimentar y son populares entre los ciclistas y los caminantes; algunos son aptos para los ecuestres. Los ecuestres tienen acceso legal a todos los caminos de sirga en Escocia, y existe una campaña para obtener derechos similares en Inglaterra y Gales. En los inviernos nevados de Estados Unidos son populares entre los esquiadores de fondo y los usuarios de motos de nieve.
La mayoría de los canales eran propiedad de empresas privadas en Gran Bretaña, y los caminos de sirga se consideraban privados, en beneficio de los usuarios legítimos del canal. La nacionalización del sistema de canales en 1948 no dio lugar a que los caminos de sirga se convirtieran en derechos públicos de paso, y la legislación posterior, como la Ley de Transporte de 1968, que definía las obligaciones del gobierno para el mantenimiento de las vías navegables interiores de las que ahora era responsable, no incluía ningún compromiso de mantener los caminos de sirga para su uso por cualquier persona. Diez años más tarde British Waterways empezó a relajar la norma de que se requería un permiso para dar acceso a un camino de sirga, y comenzó a fomentar el uso de ocio por parte de los caminantes, pescadores y, en algunas zonas, ciclistas. La Ley de Vías Navegables Británicas de 1995 seguía sin consagrar ningún derecho de acceso público, aunque fomentaba el acceso recreativo de todo tipo a la red, aunque el desarrollo constante del uso recreativo de los canales y el declive del tráfico comercial habían dado lugar a una aceptación general de que los caminos de sirga están abiertos a todo el mundo, y no sólo a los usuarios de las embarcaciones. El concepto de libre acceso a los caminos de sirga está consagrado en la legislación que transfirió la responsabilidad de los canales ingleses y galeses de British Waterways al Canal & River Trust en 2012.
No todos los caminos de sirga son aptos para el uso de los ciclistas, pero cuando lo son, y el canal es propiedad de British Waterways, se requiere un permiso. El permiso es gratuito, pero sirve para informar a los ciclistas sobre las zonas seguras e inseguras para circular. Algunas zonas, como Londres, están exentas de esta política, pero se rigen por el Código de Conducta de los Caminos de Sirga de Londres y los ciclistas deben llevar un timbre, que hacen sonar dos veces al acercarse a los peatones. Algunas partes de los caminos de sirga se han incorporado a la Red Ciclista Nacional y, en la mayoría de los casos, se ha mejorado la superficie.
En Francia es posible ir en bicicleta, patinar y hacer senderismo por las orillas del Canal du Midi. Un tramo pavimentado de 50 kilómetros (31,1 mi) desde Toulouse hasta Avignonet-Lauragais y otro 12 kilómetros (7,5 mi) entre Béziers y Portiragnes son especialmente adecuados para el ciclismo y el patinaje. Es posible recorrer a pie o en bicicleta todo el Canal des Deux Mers desde Sète hasta Burdeos. Otros canales franceses ofrecen a los caminantes "muchos recorridos excelentes, ya que siempre van acompañados de un camino de sirga, que constituye una agradable pista fuera de la carretera, y tienen las virtudes añadidas de la llanura, la sombra y la abundancia de pueblos a lo largo del recorrido", aunque caminar por un canal puede resultar monótono, por lo que "un viaje largo junto a un canal es mejor hacerlo en bicicleta".

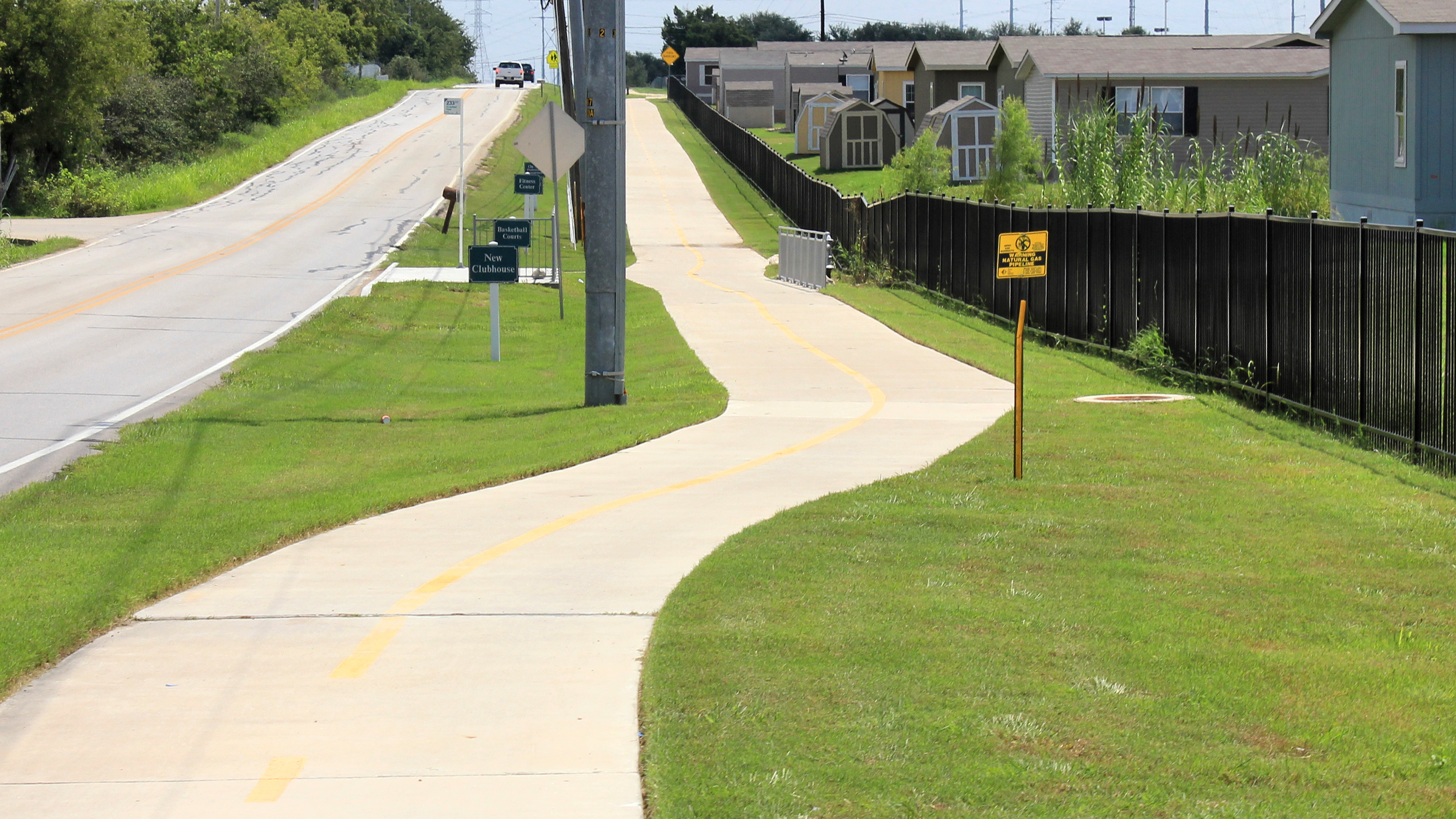
Parte del Northern Walnut Creek Trail, un sendero urbano en Austin, Texas, Estados Unidos

.

### Urbano
Un sendero urbano es una red de caminos multiusos no motorizados que utilizan ciclistas, caminantes y corredores tanto para el transporte como para el ocio. Los senderos urbanos tienen una anchura media de tres metros y están recubiertos de asfalto u hormigón. Algunos están rayados como las carreteras para designar el tráfico de doble sentido. Los senderos urbanos se diseñan con conexiones a barrios, negocios, lugares de trabajo y paradas de transporte público.

#### Callejón

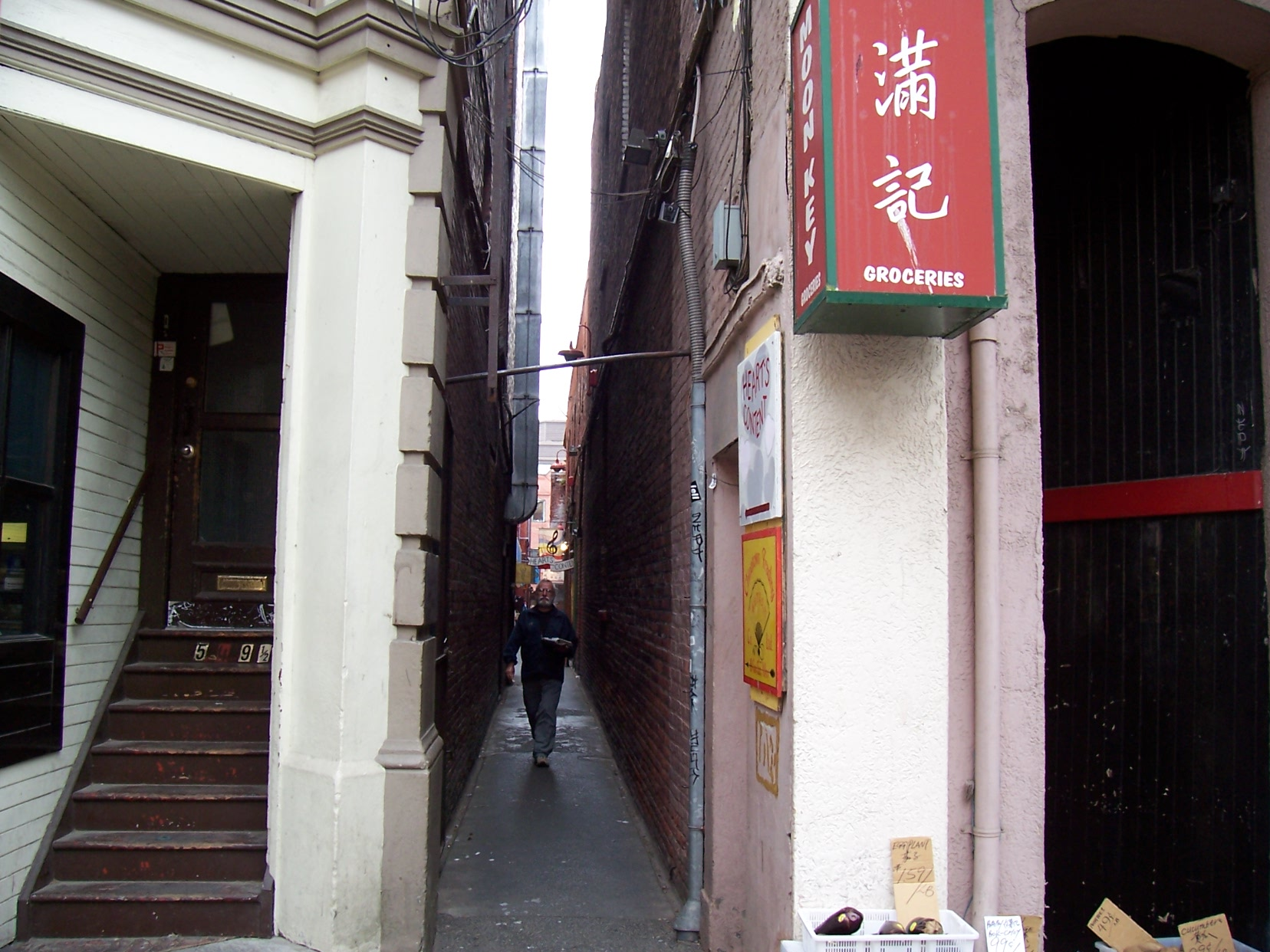
Vista al callejón Fan Tan, Victoria, Columbia Británica, Canadá.

Los senderos peatonales urbanos se denominan a veces callejones o carriles y en las ciudades y pueblos más antiguos de Europa y suelen ser lo que queda de una red de calles medievales o derechos de paso o antiguos senderos. También existen caminos similares en algunas ciudades norteamericanas más antiguas, como Charleston (Carolina del Sur), New Castle, (Delaware) y Pittsburgh ( Pensilvania). Estos senderos urbanos son estrechos, normalmente pavimentados y a menudo entre las paredes de los edificios. Este tipo suele ser corto y recto, y en terrenos empinados puede consistir parcial o totalmente en escalones. Algunos tienen nombre. Debido a la geografía, las escalones son una forma común de sendero en las ciudades y pueblos con colinas. Esto incluye Pittsburgh (ver Pasos de Pittsburgh), Cincinnati (ver Pasos de Cincinnati), Seattle, y San Francisco en Estados Unidos, así como Hong Kong, Ciudad de Quebec, Quebec, Canadá, y Roma. Los senderos de las escaleras se encuentran en varias ciudades estadounidenses con colinas. Esto incluye los senderos de escaleras en Bernal Heights, al este de San Francisco.